# Shh (After School單曲)
《Shh》是韓國的女子組合After School的第6張日語單曲，2014年1月29日由avex trax發售。

## 概要
- 此單曲有3個版本，分別有「CD+DVD」、「CD+Photobook」「CD ONLY」和「mu-mo edition」。「CD+DVD」收錄了《Shh》的PV和Making。
- 在2月10日於公信榜单曲週排行榜取得第12位。

## 收錄内容

### CD
1. Shh
2. rock it!
3. Shh (Instrumental)
4. rock it! (Instrumental)

### DVD
1. Shh（Music Video）
2. Shh（Making Movie）